# Szofján Sáhed
Szofján Sáhed (arabul: سفيان شاهد – Sufiyān Šāhid, a külföldi sajtóban Sofian Chahed; Berlin, 1983. április 18. –) német-tunéziai kettős állampolgársággal rendelkező labdarúgó. A többnyire jobb oldali védőként szereplő, de a középpályán is bevethető játékos négy alkalommal szerepelt a tunéziai válogatottban is.

## Pályafutása

### Klub

#### Kezdetek
1987-ben a wannseei FV Wannsee csapatában kezdett el futballozni. 1991-ben a Hertha Zehlendorf ifjúsági csapatához igazolt, majd 1999-ben a Hertha BSC fiataljai közé került.

#### Hertha BSC
2002-ben a Hertha BSC utánpótláscsapatával a regionális ligában szerepelt. Innen hívta be Falko Götz az első csapatba 2003-ban. Leginkább középső védőként szerepelt. Fiatal kora ellenére a tapasztaltabb berlini játékosok közé tartozott. 2005. december 15-én a Steaua București elleni 0–0-s UEFA-kupa-mérkőzésen lépett először nemzetközi kupamérkőzésen pályára. Miután a 2008–2009-es szezonban egy izomszakadás miatt csaknem a teljes tavaszi fordulót kihagyta, 2009-ben nem hosszabbítottak szerződést vele.

#### Hannover 96
2009 augusztusában kétéves szerződést kötött a Hannover 96 csapatával, ahol többnyire a jobb oldalon számítottak rá a védelemben. A hannoveri bemutatkozás első évében két gólt is szerzett. 2011 márciusában újabb kétéves szerződést kötött a csapattal. Játékostársa, Steven Cherundolo sérülése miatt több alkalommal is bevetésre került a jobb oldalon, és alapemberré vált, több alkalommal gólpasszt is adott. A 2013–2014-es bajnokságra ennek ellenére nem hosszabbított vele a klub.

### Válogatott
Miután Chahed ifjúsági játékosként csak a DFB korosztályos válogatottaiban szerepelt, 2009-ben úgy döntött, hogy tunéziai válogatott lesz. 2009. október 11-én a 2010-es labdarúgó-világbajnokság-selejtezőjében Kenya ellen mutatkozott be a válogatottban.

## Családja
Apja, Kamel tunéziai, szülőhazájában labdarúgókapus volt, anyja, Sylvia német. Fivére Djamel korábban ugyancsak futballozott. Ikerhúgai Sarah és Nadja úszók.
Neve miatt könnyen összetéveszthető korábbi hannoveri csapattársával, Sofien Chaheddel.

## Egyéb
Chahed 2007-ben szerepelt az Ich + Ich zenekar Vom selben Stern című klipjében. Ugyanabban az évben a berlini hiphopduó, az am2pm My Business című klipjében is látható volt.